# Diskjockey

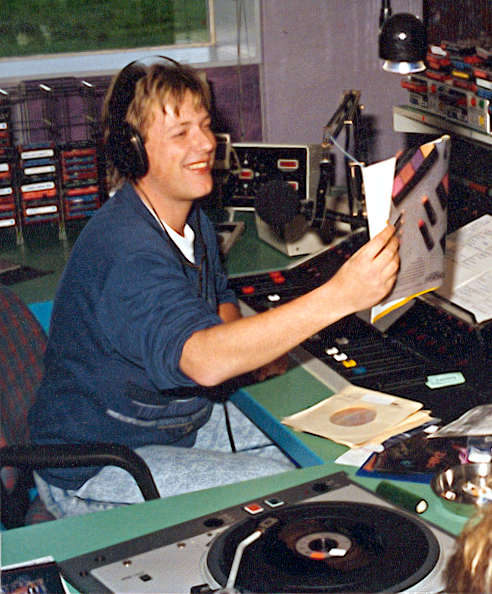
Radiodiskjockey Bart van Leeuwen

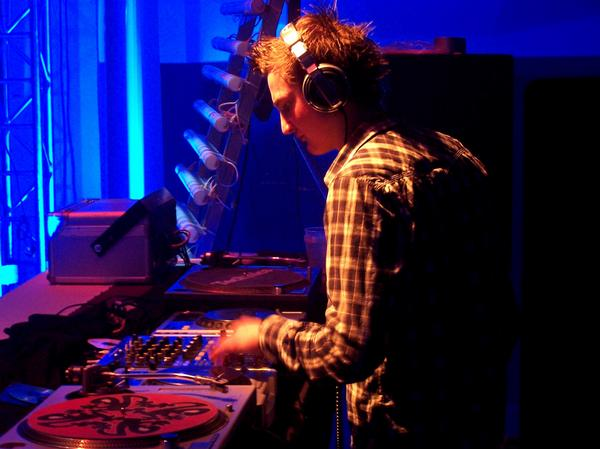
Dj Carl B in een discotheek

Een diskjockey (van het Amerikaans-Engelse disc jockey) is van oorsprong de persoon die de platen op de draaitafel of platenspeler legt. Tegenwoordig wordt echter de afkorting dj (meestal DJ in namen) of deejay (met Engelse uitspraak) meer gebruikt.
Er zijn diskjockeys op de radio en in clubs. Sommigen organiseren hun eigen shows waarmee ze zelfstandig optreden.

## Radio-dj
Een dj in een radiostudio praat veelal de platen aan elkaar ("praatje, plaatje") en is dus eigenlijk een presentator. Hiermee geeft hij of zij een radioprogramma (een) karakter. Doorgaans kondigt de dj een plaat (muziekstuk of nummer van een plaat, cd of computer) aan alvorens deze wordt gedraaid. Het aankondigen behelst het verstrekken van informatie betreffende de te draaien plaat.
Ook komt het voor dat er (actuele) onderwerpen worden aangesneden alvorens er weer een plaat wordt gedraaid. Dit duurt overigens zelden langer dan enkele minuten. Voor schokkend nieuws wordt er door de dj op vrijwel elk station ruimte gemaakt om dat aan te snijden. Na het afspelen van de plaat wordt deze eventueel afgekondigd en begint de cyclus opnieuw. Vaak wordt er ook gekozen 2 of zelfs 3 platen achter elkaar te draaien waardoor het soms voorkomt dat het aankondigen of afkondigen van een van die platen over het hoofd wordt gezien. Meestal probeert de radio-dj zijn aankondiging of praatje precies af te ronden op het einde van het intro van de plaat. Ook speelt een dj soms radiospelletjes met luisteraars waarmee zij prijzen kunnen winnen. Luisteraars kunnen zich dan hiervoor aanmelden via de site of app van de zender waarop het spel gespeeld wordt.
Er zijn ook radioprogramma's die non-stop muziek uitzenden. Hier is de taak van de dj om de platen achter elkaar te draaien zonder stiltes tussen de platen of aan elkaar te mixen of in elkaar over te laten lopen. Het aan elkaar mixen wordt vooral gedaan bij het dancegenre waarbij de ritmepatronen van de te mixen platen worden gesynchroniseerd. Hierbij kan de gehele plaat of een deel ervan gebruikt worden. Bij andere genres dan dance wordt het non-stop draaien van platen en samenstellen van afspeellijsten vaak overgelaten aan een computer die goedkoper is dan een fysieke dj.
In de jaren van de zeezenders (1960-'74) moest de diskjockey het gewicht van de naald verhogen bij ruwe zee. Het gewicht tussen 1 Belgische frank en 1 Nederlandse gulden, die in de Mi Amigo-livestudio werden gebruikt op de MV Mi Amigo, was verschillend. Bij zware storm was het zelfs onmogelijk om platen te draaien en moest men noodgedwongen compact cassettes (ook wel "stormbanden" genoemd) draaien en die werden ook weleens gebruikt als bijvoorbeeld een bevoorrading van studiobanden niet kon worden afgeleverd op het zendschip door de storm of een inbeslagname, zoals bij Radio Mi Amigo. Bij Veronica noemde men dit een "paniektape". Soms kon de tender het zendschip niet bevoorraden met banden, maar kon er wel live uitgezonden worden, mits de zee niet te wild was om platen te draaien.
Op het zendschip Norderney van zeezender Radio Veronica had de boordstudio een balanssysteem om de pick-ups aan boord zo stabiel mogelijk te houden. Op de Mebo 2 van Radio Noordzee had men een swing meter, een grote, lange stok met aan de onderkant een schaal met het nulpunt in het midden, waardoor die kon aangeven wanneer de zee te wild was om platen te draaien. Bij Laser 558 had men aan boord alleen NAB-cartridges met daarop de muziek die werd uitgezonden, waardoor men geen last van storm ondervond.
In de loop van de tijd heeft de functie van radio-dj zich veranderd, zodat deze meer radiopresentator genoemd kan worden:
- De redactie kiest de muziek uit (bij zenders die met playlists werken).
- De muziekkeuze wordt bepaald door de zender en de grootste doelgroep.

Een van de laatste oorspronkelijke dj's op de Nederlandse Radio is Ferry Maat. Ten tijde van Ferry Maats Soulshow bij de TROS op Hilversum 3 en later Radio 3 (3 oktober 1974 - 31 maart 1988) koos hij altijd zijn eigen platen, draaide hij het liefst zo veel mogelijk muziek en vertelde hij alleen de noodzakelijke informatie op de oude 'praatje-plaatjemanier'.

## Club-dj
Een dj die in clubs draait, beschikt meestal over meerdere cd-spelers, platenspelers of tegenwoordig ook vaak een laptop met muziekbestanden met een mengpaneel. Met het mengpaneel kan hij de volumes en tonen van de liedjes per kanaal aanpassen. Meestal zit er ook een snelheidsregeling (pitch) op beide media. Hiermee kan de dj twee nummers op hetzelfde tempo zetten zodat hij ze mooi in elkaar kan laten overlopen.
Sommige bekende dj's maken zelf hun eigen liedjes of maken een remix van een al ouder of bestaand liedje.
Het beroep van dj blijft voor de meeste mensen een hobby, maar voor sommigen is er goed geld mee te verdienen afhankelijk van technische vaardigheden en naamsbekendheid. Een variant op de club-dj is de drive-in-dj. Deze heeft een draagbare dj-set die op locatie kan worden neergezet. Hierdoor kan hij overal draaien, bijvoorbeeld in een sportkantine of een buurtcentrum. Op deze manier kunnen feesten van muziek worden voorzien en zijn disco's op locatie mogelijk.

## Dj-optreden
De dj in een rechtstreekse situatie is meestal iemand die platen, meestal van het dancegenre, aan elkaar mixt. In tegenstelling tot de radio-dj die de platen via de computer ten gehore brengt, mixt de live-dj met vinylplaten. Door de ontwikkeling van pitch-control bij cd-spelers neemt het gebruik van cd's echter ook toe. Rond 2010 stapte een aantal dj's over op USB-stick en geheugenkaarten. Ook worden tegenwoordig door live-dj's MIDI-controllers gebruikt, deze hebben als 'hart' een computer met software zoals VirtualDJ. Hierbij kan de muziek gewoon op de harde schijf van de computer staan.
In de jaren zeventig trad de dj voor het eerst naar voren als een artiest die door zijn platenkeuze en mixtechniek iets nieuws maakte met bestaande platen. In New Yorkse dancings mixten disco-dj's voor het eerst platen aan elkaar waarbij ze het einde van één plaat lieten overlopen in het begin van de volgende. Zo ontstonden de mixtechnieken die vandaag standaard zijn voor elke live-dj.
Eveneens in New York in de jaren zeventig ontstond hiphop doordat dj's als Kool Herc met stukken uit funkplaten nieuwe nummers mixten. Dj Grandmaster Flash ontwikkelde de eerste scratchtechnieken, die standaard werden voor elke hiphop-dj.
Heel belangrijk hierbij is de keuze van de platen en de stijl van het mixen. Elke dj heeft zijn eigen stijl en wordt vaak vanwege zijn of haar stijl gekozen voor feesten, evenementen, festivals en uitgaansgelegenheden.
Sinds de opkomst van de housemuziek eind jaren tachtig van de 20e eeuw is het fenomeen dj nog populairder geworden. In het dancegenre zijn degenen die de platen live ten gehore brengen niet altijd de artiesten die de muziek maken (met name de dj's in de lokale kroeg die muziek draaien van bekende dj's), hoewel die dan in veel gevallen wel geremixt is. Tegenwoordig is de nadruk van het draaien meer verschoven naar het produceren en zijn vrijwel alle bekende dj's tevens producer die zijn eigen tracks maakt en uitbrengt. Ze werken bij het maken van tracks soms samen met andere artiesten, die bijvoorbeeld de zang leveren. Veel beroemde dj's hebben ook eigen platenlabels.